# Божидар Лазаревић
Божидар Лазаревић Дода (Крушевац, 1932 — Београд, 1976) био је српски сликар.

## Биографија
Божидар Лазаревић Дода је 1960. дипломирао на Академији ликовних уметности у Београду. Био је члан групе „Април“.
Његова уметничка дела била су излагана на Октобарској изложби слика 1966, 1967 и 1973. године, као и на гостујућој изложби слика из збирке галерије приређеној у Дому културе у Брусу и у Холу управне зграде Индустрије „14. октобар“ Крушевац, 1973. године. Последњу изложбу приређену за његовог живота отворио је књижевник Љубиша Бата Ђидић 13. јула 1975. у Уметничкој галерији у Крушевцу.
Априла 1993. у Уметничкој галерији у Крушевцу приређена је меморијална изложба Божидара Лазаревића Доде „Тишина спавам“ на којој су изложене 62 слике.